# Aeroportul Jiuzhai Huanglong
Aeroportul Jiuzhai Huanglong (IATA: JZH, ICAO: ZUJZ) este un aeroport din Songpan County⁠(d), Ngawa Tibetan and Qiang Autonomous Prefecture⁠(d), Sichuan, Republica Populară Chineză ce deservește zona Jiuzhai⁠(d). Aeroportul a fost tranzitat în 2022 de 47.485 de pasageri. A fost deschis în 28 septembrie 2003.
Situat la o altitudine de 3.448 m, aeroportul dispune de o singură pistă.